# Konstantin Zander
Konstantin Zander (* 30. Juli 1988 in Berlin) ist ein deutscher Schauspieler und Sänger.

## Leben
Zander ist in Berlin geboren und trat früh dem Berliner Staats- und Domchor bei, lernte Klavier bei Etta Hilsberg und spielte in der United Big Band Berlin erstes Tenorsaxophon. Im Alter von 16 Jahren zog er für zwei Jahre nach Kanada und sammelte dort erste Bühnenerfahrung in West Side Story und Into the Woods.
Im Anschluss an sein Abitur, ließ er sich am Konservatorium der Stadt Wien zum Musicaldarsteller ausbilden.
2017 und 2018 spielte er bereits bei den Bad Hersfelder Festspielen Titanic. Zuletzt war er in Dirty Dancing als Billy zu sehen. Neben seiner Tätigkeit auf der Bühne betreibt er den Musical-Podcast: „Und bitte.“ mit seiner Kollegin Julia Vieregge und unterrichtet Gesang nach den Methoden von Brett Manning und Jo Estill.

## Engagements (Auswahl)
- 2012: Die Päpstin – Das Musical (als Theodorus)
- 2015: Company (als Paul) – Landestheater Linz
- 2015: Les Miserables (als Javert) – Landestheater Linz
- 2016: Grand Hotel (als Erik) – Landestheater Linz
- 2016: Singin’ in the Rain (als Don Lockwood) – Landestheater Linz
- 2017: Titanic – Das Musical (als Charles Clarke) – Bad Hersfelder Festspiele
- 2017: Into the Woods (als Rapunzel’s Prinz) – Stadttheater Gießen
- 2018: Dirty Dancing (als Billy) – Mehr-BB Entertainment Tournee
- 2019: Funny Girl (als John) – Bad Hersfelder Festspiele[1]